# Scopula formosaria
Scopula formosaria är en fjärilsart som beskrevs av Herrich-Schäffer 1848. Scopula formosaria ingår i släktet Scopula och familjen mätare. Inga underarter finns listade.